# Alosa macedonica
Az Alosa macedonica a sugarasúszójú halak (Actinopterygii) osztályának heringalakúak (Clupeiformes) rendjébe, ezen belül a heringfélék (Clupeidae) családjába tartozó faj.

## Előfordulása
Az Alosa macedonica, a Görögország és Észak-Macedónia határán lévő Vólvi-tó endemikus hala.

## Megjelenése
Ez a halfaj legfeljebb 35,1 centiméter hosszú. Testtömege 600 gramm. 11-14 centiméteresen számít felnőttnek. A szájpadláson és az ekecsonton (vomer), jól fejlett fogak találhatók. Az ekecsonton levő fogak, inkább a fiatal példányokra jellemzőek.

## Életmódja
Egyaránt jól érzi magát az álló- és folyóvízben is. A nyarat a felszín közelében, a telet a mélyben tölti. Főleg nyáron, rajokba verődik. Tápláléka ágascsápú rákok (Cladocera), evezőlábú rákok (Copepoda) és kis halak. Az emberi tevékenységek és a vízszennyezés veszélyezteti ezt a halat.
Legfeljebb 10 évig él.

## Szaporodása
1-2 évesen válik ivaréretté. Egy példány több ívási időszakban is részt vehet. Az ívási időszak július–augusztus között van, amikor a hőmérséklet eléri a 19-20 Celsius-fokot. Az ikrákat a partközeli kavicspadokra rakja le.

## Felhasználása
Az Alosa macedonicát csak kis mértékben halásszák.